# Bujor de stepă
Bujorul de stepă (Paeonia tenuifolia) este o specie erbacee de bujor care este uneori numită bujor de frunze de ferigă . Este originară din Munții Caucaz din Rusia și coasta Mării Negre din Ucraina, răspândindu-se spre vest în Bulgaria, România și Serbia și spre est până în nord-vestul Kazahstanului . A fost descrisă pentru prima data în 1759 de botanistu suedez Carl Linné. Frunzele sunt împărțite fin în segmente aproape sub formă de fire și cresc aproape una de cealaltă pe tulpini. Acest bujor poate ajunge la 30–60 centimetre (12–24 in) in inaltime. Florile roșii parfumate au numeroase stamine galbene în centru. 
În România bujorul de stepă poate fi întâlnit în Rezervația de bujori de stepă Zau de Câmpie sau în Pădurea Hagieni din sudul Dobrogei 
Bujorul de stepă este o plantă perenă erbacee fără păr, cu o tulpină de 30-60 cm înălțime, care este dens așezat cu frunze compuse aranjate alternativ . Frunzele cele mai joase sunt compuse de două ori sau foliolele sunt împărțite adânc în multe segmente liniare fine, ½-6 mm lățime, cu vârful tocit spre rotunjit, verde închis deasupra și verde glauc mai deschis dedesubt. De obicei, o singură floare de pe fiecare tulpină pare să plutească pe frunziș. Floarea are 6-8 cm diametru, în formă de cupă, cu petale roșii adânci, lungi în formă de ou, cu vârful rotunjit sau tocit. Staminele sunt 1½—2 cm lungime, cu filamente galbene, antere și polen. De obicei, există trei, uneori două, carpele cu păr grosier, care se vor dezvolta în cele din urmă în două cm lungime, fructe uscate, dehiscente numite foliculi . Această specie este diploidă cu zece cromozomi (2n=10). 
Bujorul de stepă a fost descrisă pentru prima dată de Linnaeus în cea de-a zecea ediție a Systema naturae din 1759. Franz Josef Ruprecht l-a distins de P. biebersteiniana, care se baza pe un exemplar din Stavropol, în Flora Caucazi, care a fost publicat în 1869. Părerile par să fi fost împărțite, deoarece Lomakin menționează P. tenuifolia doar în 1897, în timp ce doi ani mai târziu Lipsky a separat din nou cele două specii, împreună cu Nikolai Schipczinsky în 1937. Ketzchoweli a descris în 1959 P. carthalinica din Igoeti, Georgia și a considerat că este foarte strâns înrudit cu P. tenuifolia, deși are foliole mai largi și fire de păr cenușiu pe carpele și foliculi. Kemularia-Nathadze, care a revizuit genul Paeonia în 1961, a considerat că aceste două ar putea fi sinonime. În 2003, Hong și Zhou au descoperit că caracterele care au fost folosite pentru a distinge între toți cei trei taxoni au apărut în orice combinație și sunt intercalate. Chiar și în cadrul unei singure populații, plantele care se potrivesc cu oricare dintre descrierile originale au apărut împreună. Au găsit o plantă cu unele frunze cu foliole foarte înguste, mai puțin de 1 mm, în timp ce alte frunze de pe aceeași plantă aveau foliole late de peste ½ cm. Se pare că există un consens acum că toate sunt considerate cel mai bine ca o singură specie polimorfă.  

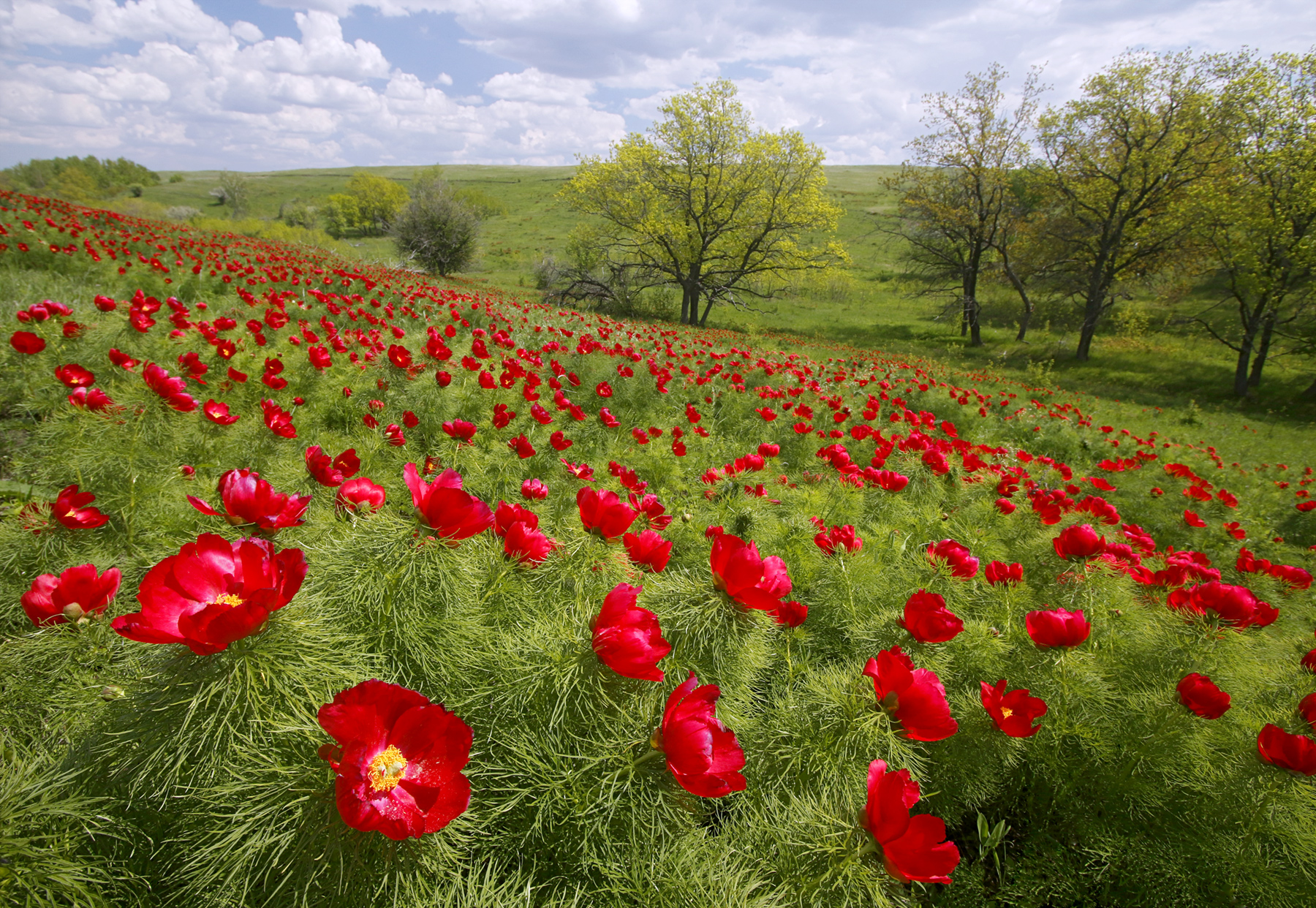
Paeonia tenuifolia sălbatică într-o zonă protejată a stepei rusești, regiunea Volgograd.

Bujorul de stepă înflorește mai devreme decât alți bujori și moare și devreme. Acest lucru se datorează probabil că crește în stepe, cu veri uscate și calde. Semințele acestei specii germinează deasupra solului în plină lumină, ceea ce este excepțional în rândul bujorilor. 
Omizile moliei Pelatea klugiana se hrănesc cu frunzele mai multor specii de Paeonia, inclusiv Paeonia tenuifolia . Mai multe larve trăiesc împreună într-un cuib de mătase care leagă împreună mai mulți lobi ai unei frunze și se mișcă numai în interiorul cuibului. 
Această specie rezistentă este o plantă atractivă pentru grădină, ușor de cultivat și rezistentă în zonele temperate . Totuși, ca locuitor al stepelor din sudul Rusiei și Kazahstanului, este adaptat să crească în plin soare și să experimenteze ierni reci și veri uscate și fierbinți și este susceptibil la năpârlirea pe frunze în timpul perioadelor umede prelungite.  Este cultivat în Germania din 1594 și a fost introdus în Anglia în 1765 și în America în 1806. Există mai multe soiuri și hibrizi despre care se știe că sunt în cultivare:
- Paeonia tenuifolia 'Rosea' are flori roz
- Paeonia tenuifolia Rosea Plena' cu flori duble roz [5]
- Paeonia × smouthii, un presupus hibrid cu P. lactiflora, care a fost introdus comercial în 1843 și, uneori, enumerat ca P. laciniata în cataloagele de pepinieră. Este mai înalt decât P. tenuifolia și are de obicei mai mult de o floare pe tulpină cu un parfum dulce, trăsături moștenite de la P. lactiflora . Este un diploid și nu produce semințe fertile. A fost numit probabil în onoarea lui M. Smout, un chimist profesionist la Universitatea Catolică din Mechelen, care a fost un crescător activ de plante. [7]
- Paeonia × majko, un presupus hibrid cu P. daurica, găsit în Georgia, nu este considerat deosebit de atrăgător. [8]
- P. tenuifolia var. plena, o varietate cu flori duble, se spune că a fost introdusă în grădinile englezești în 1765.

P. hybrida : în 1818 a fost privit ca un hibrid de grădină între P. anomala și P. tenuifolia de către Augustin Pyramus de Candolle în 1818, care după el a apărut și în sălbăticie. Cu toate acestea, Hong și Pan consideră P. hybrida ca fiind sinonim cu P. anomala . 